# 5200 Pamal
Az 5200 Pamal (ideiglenes jelöléssel 1983 CM) a Naprendszer kisbolygóövében található aszteroida. Edward L. G. Bowell fedezte fel 1983. február 11-én.